# Škoda 2Tr
Škoda 2Tr (původně Škoda 539) je typ československého trolejbusu z konce 30. let 20. století, který konstrukčně vycházel z předchozího modelu Škoda 1Tr. Mechanickou část vyrobily Škodovy závody v Mladé Boleslavi, elektrickou výzbroj dodaly tytéž závody z Plzně.

## Konstrukce
Přestože trolejbus 2Tr technicky vycházel z vozu 1Tr, byl od něj poměrně značně odlišný. Jednalo se o třínápravový trolejbus se zadní hnací nápravou. Oproti předchůdci byl upraven rám podvozku, na který byla osazena karoserie, která byla sice vzhledově téměř stejná jako u typu 1Tr, konstrukčně se ale od něho odlišovala. Vozová skříň byla totiž přibližně o 20 cm delší, byla celokovová a měla o více než 20 cm nižší podlahu. V levé bočnici se nacházely dvoje skládací dveře. V roce 1939 byly trolejbusy vzhledem k zavedení pravostranného provozu rekonstruovány přemístěním dveří na opačnou stranu karoserie.
Oproti typu 1Tr došlo k úpravám i v elektrické části vozu. Byla částečně pozměněna elektrická výzbroj a byl zvýšen počet motorů na dva. Kromě brzd elektrické rekuperační, pneumatické provozní a parkovací ruční byl trolejbus 2Tr navíc vybaven rovněž čtvrtou brzdou – elektrickou odporovou.

## Prototyp
Prototypem trolejbusu 2Tr byl ve skutečnosti vůz Škoda 1Tr.

## Provoz
V roce 1938 bylo vyrobeno 5 vozů.
| Současný stát | Město | Článek | Typ | Roky dodávek | Počet vozů | Evidenční čísla při dodání | Poznámky | Zdroj |
| ------------- | ----- | ------ | --- | ------------ | ---------- | -------------------------- | -------- | ----- |
| Česko         | Praha | článek | 2Tr | 1938 – 1939  | 5 kusů     | 315 – 319                  |          |       |

V roce 1953 byly všechny vozy prodány do Plzně (ev.č. 96 – 100), kdy byly postupně vyřazeny v letech 1956 až 1960.